# Eleni Artymata
Eleni Artymata (Grieks: Ελένη Αρτυματά) (Paralimni, 16 mei 1986) is een Cypriotische atlete, die gespecialiseerd is in de 200 m. Ze nam driemaal deel aan de Olympische Spelen, maar won hierbij geen medailles.

## Loopbaan
Artymata manifesteerde zich voor het eerst op internationaal niveau in 2005, toen zij deelnam aan de Europese kampioenschappen voor junioren in Kaunas, Litouwen. Ze veroverde er brons op de 100 m en behaalde ook de finale op de 200 m, waarin ze vijfde werd. Een gouden medaille veroverde ze dat jaar tijdens de Spelen van de Kleine Europese Staten, een toernooi dat sinds 1985 om de twee jaar wordt georganiseerd en dat ditmaal in Andorra la Vella plaatsvond.
In 2008 nam Artymata deel aan de Olympische Spelen in Peking. Op de 200 m bereikte zij de tweede ronde. Op de Middellandse Zeespelen in 2009 won zij een gouden medaille op de 200 m en een bronzen medaille op de 100 m.
In 2009 bereikte Eleni Artymata ook de finale van de 200 m op de wereldkampioenschappen. In deze finale eindigde ze op de achtste plaats. Op de Europese kampioenschappen atletiek 2010 liep zij naar een zesde plaats in de finale van de 200 m.
Op de Olympische Spelen van 2012 in Londen sneuvelde ze op de 200 m in de halve finale met een tijd van 22,92.
Artymata verdedigde in 2013 met succes haar titel op de 200 m bij de Middellandse Zeespelen, door een tijd van 23,18 s te lopen. Op de 100 m liep ze exact dezelfde tijd als in 2009, wat haar dezelfde positie opleverde: een derde plaats. Bij de wereldkampioenschappen van Moskou datzelfde jaar was ze minder succesvol. Ze liep in de series 24,07 s, wat niet snel genoeg was voor een plaats in de halve finales.

## Titels
- Middellandse Zeespelen kampioene 200 m - 2009, 2013
- Cypriotisch kampioene 200 m - 2007

## Persoonlijke records
| Onderdeel | Prestatie    | Datum            | Plaats    |
| --------- | ------------ | ---------------- | --------- |
| 100 m     | 11,37 s      | 16 augustus 2009 | Berlijn   |
| 200 m     | 22,61 s (NR) | 31 juli 2010     | Barcelona |

## Palmares

### 100 m
- 2005:  EJK – 11,74 s
- 2006: 8e in ½ fin. Gemenebestspelen – 11,84 s
- 2009:  Middellandse Zeespelen – 11,55 s
- 2009: 8e in ½ fin. WK – 11,49 s
- 2012: 7e in serie EK – 11,64 s
- 2013:  Middellandse Zeespelen – 11,55 s

### 200 m
- 2001: 4e in serie Wereld Jeugd kamp. – 26,02 s
- 2003: 6e in ½ fin. Wereld Jeugd kamp. – 24,86 s
- 2005: 5e EJK – 23,78 s
- 2006: 7e in ½ fin. Gemenebestspelen – 24,21 s
- 2006: 7e in ½ fin. EK – 23,93 s
- 2008: 7e in ¼ fin. OS – 23,77 s
- 2009: 8e WK – 23,05 s
- 2009:  Middellandse Zeespelen – 23,16 s
- 2010: 6e EK – 22,61 s
- 2012: 7e EK – 23,59 s
- 2012: 8e in ½ fin. OS – 22,92 s
- 2013:  Middellandse Zeespelen – 23,18 s
- 2013: 6e in serie WK – 24,07 s
- 2016: 5e in serie OS – 23,27 s

### 4 × 100 m
- 2013:  Middellandse Zeespelen – 44,79 s (NR)